# CD-MO
Магнітооптичний документ (МО) – комбінований вид документа, що з'єднує в собі магнітний і оптичний способи запису й зчитування інформації. Найбільше поширені магнітооптичні диски, що складаються з різних комбінацій гнучкого магнітного диска, вінчестера й оптичного диска.

## Види магнітооптичних дисків
Розрізняють два види МО: 
- флоптичний диск;
- власне магнітооптичний диск.

Флоптичний диск – матеріальний носій, що використовує принципи конструкції гнучких магнітних дисків, вінчестерів і оптичних дисків. Доріжки на поверхню диска наносяться за допомогою лазера, що робить їх стійкішими й надійними. Запис і зчитування інформації здійснюється звичайним магнітним способом, але з підвищеною щільністю (20,8 Мбайтів на 3,5" дискеті). Можливе стирання і перезапис інформації. Позиціювання голівки запису-зчитування виробляється за допомогою оптичного серводатчика й спеціального двигуна по одній чи декількох доріжках одночасно.

## Будова та застосування
Магнітооптичний диск – це диск на магнітному матеріалі, запис інформації на який можливий тільки при нагріванні до температури 1450°С. Важливою перевагою є підвищена надійність збереження інформації (не менш 10 років без перезапису). При цьому кількість припустимих перезаписів інформації на одну дискету становить 1 млн, що робить їх дуже перспективним засобом архівування й тривалого збереження інформації.
Висока надійність при зберіганні й відтворенні інформації досягається за рахунок безконтактного зчитування, використання прозорого захисного покриття спеціальних касет, а в цифрових системах завдяки застосуванню кодів з виявленням і виправленням помилок.
Пошук інформації, збереженої на відеодиску, здійснюється за кілька секунд.
Магнітооптичний диск – комбінований тип машиночитного носія, що вміщує в собі магнітний та оптичний способи запису та відтворення інформації. Найпоширеніші (з 1994 року) магнітооптичні диски, що складаються з різних комбінацій гнучкої магнітної дискети, жорсткого та оптичного дисків. Важливою перевагою є підвищена надійність зберігання інформації (близько 10 років без перезапису).